# Philippe de Commynes

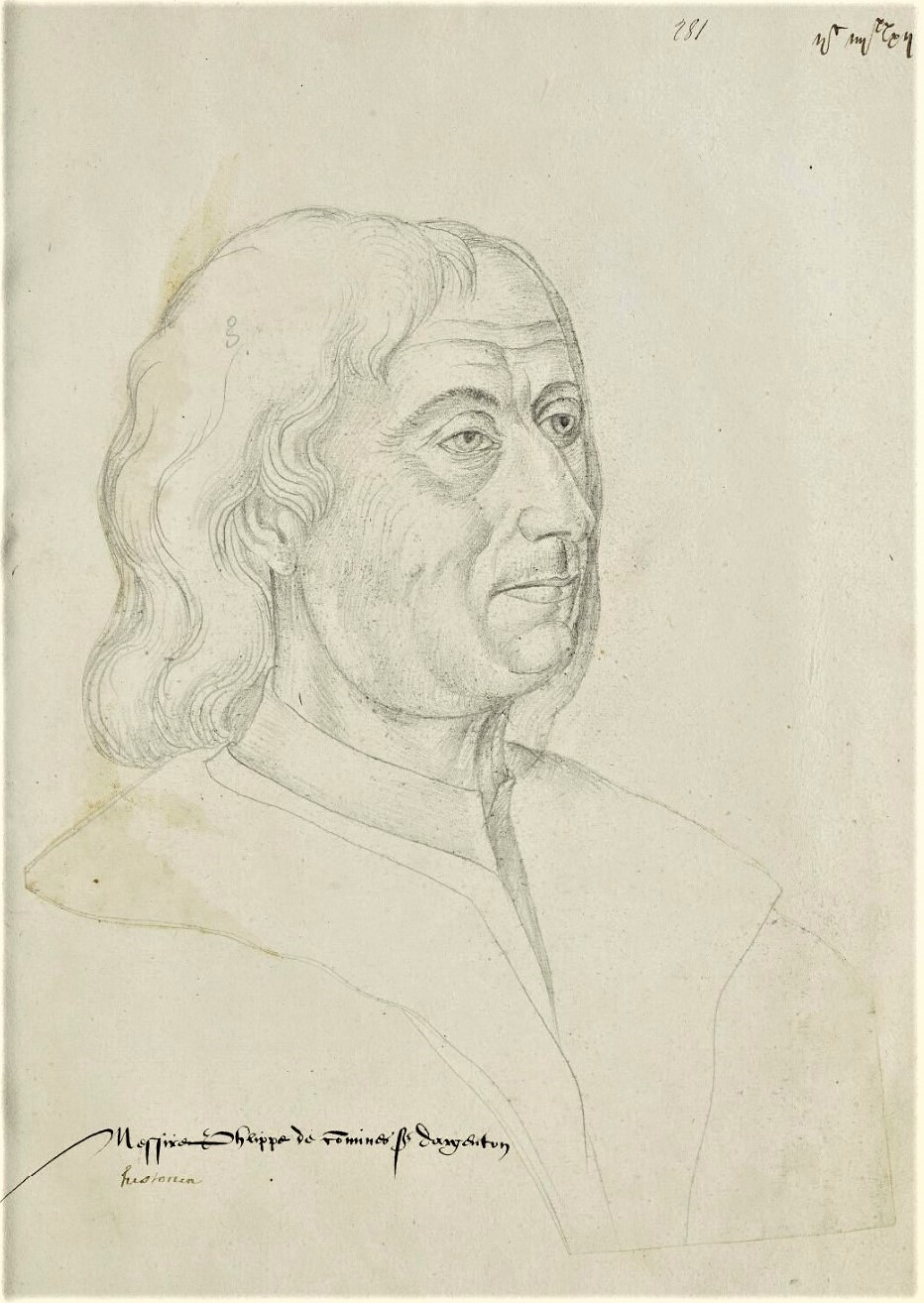
Philippe de Commynes, Zeichnung; Médiathèque Arras, Ms. Fr. 266, fol. 281

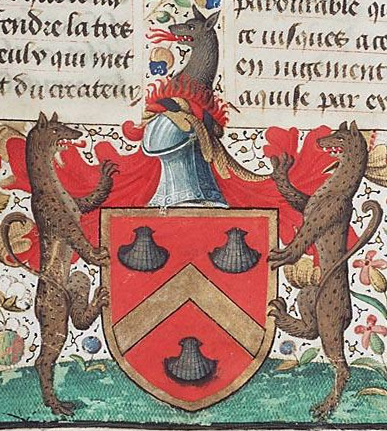
Wappen des Philippe de Commynes um 1475/80

Philippe de Commynes (* um 1447 in Flandern; † 18. Oktober 1511 auf Schloss Argenton) war ein französischer Diplomat und Historiker sowie ein Berater der Könige Ludwig XI. und Karl VIII. Er gilt als einer der Vorläufer der modernen Geschichtsschreibung und als Verfasser der ersten französischsprachigen Memoiren im modernen Sinne. 

## Leben
Commynes wurde in Renescure in der Grafschaft Flandern (heute zu Frankreich gehörig) geboren, die zum Herzogtum Burgund gehörte, einem quasi selbständigen Territorium zwischen Frankreich und dem Heiligen Römischen Reich. Er stammte aus einer Familie von Amtsträgern in herzoglichen Diensten und kam selbst schon als Jugendlicher an den Hof in Brüssel, wo er als Knappe in den Dienst des angehenden Herzogs Karls des Kühnen trat. Trotz seiner Jugend entwickelte er ein enges Vertrauensverhältnis zu seinem Dienstherrn. So soll er 1468 den im Vorjahr Herzog gewordenen Karl erfolgreich davon abgehalten haben, dem französischen König Ludwig XI. nach dem Leben zu trachten, als jener in Péronne in burgundische Gefangenschaft geraten war.
1472 kehrte Commynes Herzog Karl überraschend den Rücken und wechselte in den Dienst von dessen Erzfeind König Ludwig, was ein ungeheuerlicher Treuebruch war. Dank seiner intimen Kenntnis der Person und der Pläne Karls konnte er den verschlagenen und politisch geschickten Ludwig bei seinen militärischen und diplomatischen Aktionen beraten, die nicht unbeteiligt waren an Karls Niederlage und Tod 1477.
Zugleich entwickelte er sich dank der Kontakte, die er am französischen Hof zu den Botschaftern der diversen italienischen Staaten pflegte, zu einem Kenner der dortigen Verhältnisse. 1478 reiste er selbst als Botschafter nach Turin, Mailand und Florenz. Zum Lohn für seine Dienste erhielt er von Louis größere Besitzungen übereignet, so dass er in den höheren Adel einheiraten konnte.
Nach dem Tod Ludwigs im Jahr 1483 hatte Commynes Mühe, einen angemessenen Platz unter seinem Nachfolger Karl VIII. bzw. unter dessen zunächst die Regentschaft führenden älteren Schwester Anne de Beaujeu zu finden. Er verlor Teile seines Besitzes und beteiligte sich an den Intrigen des französischen Hochadels gegen die Regentin. Im Kontext der sogenannten Guerre folle (1488) wurde er vorübergehend gefangengesetzt und vom Hof verbannt. In dieser Situation begann er 1489 mit der Abfassung seiner Erinnerungen aus der Zeit bei Herzog Karl und bei König Ludwig, die er als Fürsten darstellt, die es verdienen, dass man sich von ihnen ab- bzw. ihnen zuwendet, weshalb er z. B. an passender Stelle auch andere Überläufer anführt und ihre Motive analysiert.
1492 erhielt Commynes wieder Zutritt zum Hof. Als König Karl 1494 einen Feldzug nach Italien unternahm, um längst obsolet geglaubte französische Ansprüche auf die Krone des Königreichs Neapel geltend zu machen, wurde er als Diplomat nach Venedig geschickt. Er sollte den mächtigen Stadtstaat dazu bewegen, neutral zu bleiben zwischen Frankreich und der rasch entstandenen gegnerischen Allianz, der „Heiligen Liga“ aus dem Haus Habsburg, dem Haus Aragón und dem Papst (als Herrscher des mittelitalienischen Kirchenstaates). Commynes’ Mission blieb jedoch erfolglos. Die Franzosen mussten Neapel räumen und Italien vorerst verlassen.

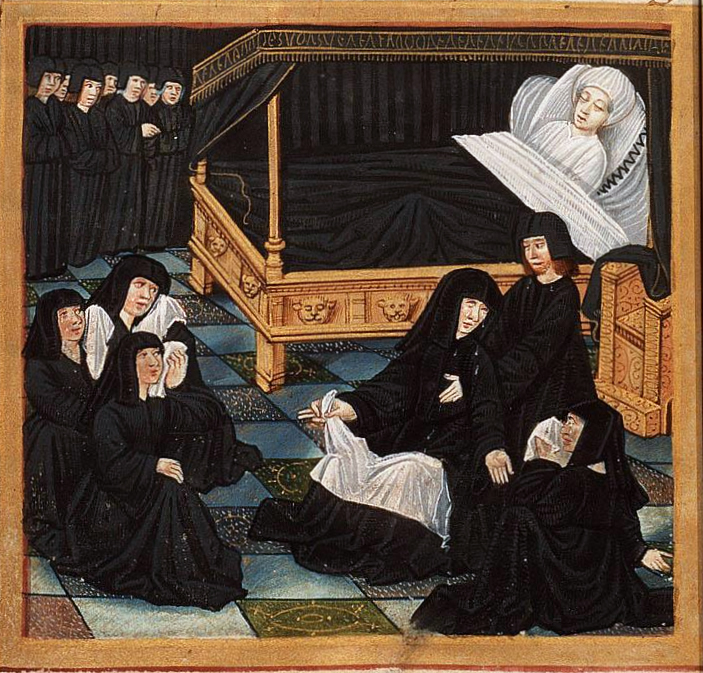
Philippe de Commynes auf dem Totenbett; Den Haag, Koninklijke Bibliotheek, 76 E 13, fol. 3r (1512)

Aus Venedig zurück, griff er wieder zur Feder und verfasste von Ende 1495 bis Ende 1498 den zweiten Teil (Buch VII und VIII) der Memoiren, worin er seine Zeit unter Karl VIII. schildert, insbesondere die Vorbereitung des Italienfeldzuges und seine Tätigkeit in Venedig. Ein zentrales Motiv scheint hierbei sein Bedürfnis, seinen dortigen Misserfolg zu erklären, so wie er in den ersten Büchern nicht zuletzt seine Untreue gegenüber Herzog Karl zu rechtfertigen versucht hatte. Ein großes Interesse Commynes’ galt aber auch den Existenzbedingungen und Motivationen der Fürsten, die er kennengelernt hatte, bzw. allgemein der Psychologie der Herrscher.
Die Erinnerungen kamen erst 1524, also posthum, heraus, und zwar gedruckt unter dem Titel Les memoires sur les principaux faicts et gestes de Louis onzieme et de Charles huitieme, son filz, roys de France (Erinnerungen zu den wichtigsten Handlungen und Taten der französischen Könige Ludwig XI. und Karl VIII., seines Sohnes, Könige von Frankreich). Sie wurden lange Zeit als eine Art Lehrbuch für Politik und (Geheim-)Diplomatie gelesen und gelten als erstes Werk der Gattung Memoiren im heutigen Sinne in der französischen Literatur.